# 惠佳縣
惠佳縣（惠性縣），中国古县名。
唐開元中開蠻洞置，貞元二十一年廢，後復置。屬田州橫山郡。在今广西壮族自治区百色市右江區田州土司東南三十里。